# Schönhengster Rücken

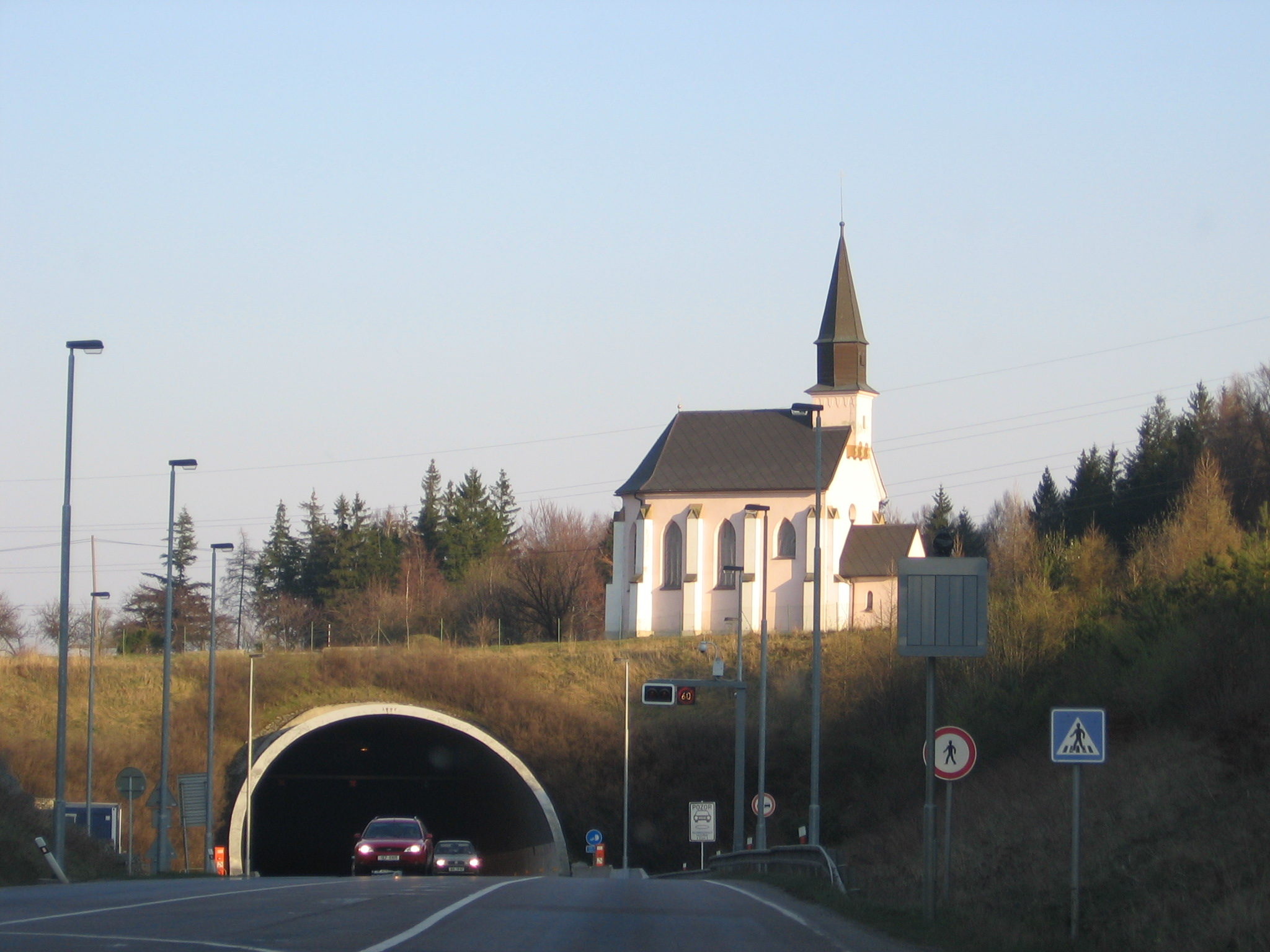
Der Tunnel unter dem Schönhengster Rücken bei Koclířov

Der Schönhengster Rücken (tschechisch: Hřebečovský hřbet) ist eine langgezogene schmale Schichtstufe im Zwittauer Hügelland (Svitavská pahorkatina) im Osten Tschechiens, zwischen den Städten Svitavy (Zwittau) und Moravská Třebová (Mährisch Trübau). Die 25 Kilometer lange und fast konstant 600 m n.m. hohe Stufe durchschneidet in Nord-Süd-Richtung den Schönhengstgau, die ehemals größte sudetendeutsche Sprachinsel.
Der Schönhengster Rücken ist „so charakteristisch für die Landschaft, daß er ihr den Namen gab. Unterhalb eines Passes lag das Dörlein Schönhengst, um dessen Namensdeutugn man noch heute rätselt. Der Höhenzug trennt ein höher gelegenes Plateau (um Zwittau) von einem tiefer gelegenen (um Mährisch Trübau).“
Der Höhenzug trennt ein höher gelegenes Plateau (um Zwittau) von einem tiefer gelegenen (um Mährisch Trübau). 
Die Stufe liegt am östlichen Rand des Böhmischen Tafellandes und besteht aus kreidezeitlichen Sedimentgesteinen. Im Westen steigt der Höhenrücken allmählich an, den östlichen Abschluss bilden steile Abhänge, die sich bis zu 200 Meter über die umgebende Landschaft erheben. Die höchsten Erhebungen von Süd nach Nord sind der Roh (660 m n.m.), der Hřebcov (633 m n.m.), der Strážný vrch (610 m n.m.) und der Mladějovský vrch (617 m n.m.). Im Süden reicht die Stufe bis zur Gemeinde Pohledy, im Norden endet der Schönhengster Rücken bei Třebovice, wo sich am Bergsattel Třebovické sedlo mit 438 m n. m. der niedrigste Punkt der Wasserscheide Elbe–Donau befindet. Die Europastraße E 442 von Hradec Králové nach Olomouc schneidet den Rücken bei der Siedlung Hřebec, einem Ortsteil von Koclířov – früher vor allem im Winter eine gefürchtete Unfallstelle, die inzwischen durch einen Tunnel unterquert werden kann.
Am Schönhengster Rücken wurde seit 1770 Bergbau betrieben. Der wichtigste Rohstoff war zunächst Kohle, die jedoch der Steinkohle aus Ostrava qualitativ unterlegen war. Im 19. Jahrhundert begann die Förderung von feuerfestem Ton und die Herstellung von Kacheln, Keramik und Schamotten. Im Jahr 1945 waren am Schönhengster Rücken 104 Öfen in Betrieb, die den geförderten Ton an Ort und Stelle verarbeiteten. Der letzte Schacht wurde 1991 aus wirtschaftlichen Gründen geschlossen. 
Nach Schließung der letzten Stollen wird der Schönhengster Rücken vor allem von Touristen genutzt. Die 60-cm-Schmalspurbahn zwischen Mladějov na Moravě und Hřebec wird als Museumsbahn weiterbetrieben, im Winter ist der Rücken von Loipen durchzogen. Ein Teil des Areals steht unter Naturschutz: Der südliche Teil mit seinen Buchenwäldern ist seit 1998 auf 296,93 Hektar als Naturreservat Rohová ausgewiesen, ein kleineres Naturdenkmal mit dem Namen Pod Skalou schützt seit 1990 auf 21,10 Hektar die hiesige Population der Europäischen Eibe. Das Gelände über den ehemaligen Bergwerken ist aus Sicherheitsgründen nicht öffentlich zugänglich.